# Olivier Dacourt
Olivier Dacourt (Montreuil, 25 de setembro de 1974) é um ex-futebolista francês que atuava como meia.

## Carreira
Olivier jogou no Leeds United e manteve grande regularidade ao longo de sua passagem. Quando chegou à Milão, para jogar na Internazionale, foi tratado com um jogador simples e que não tinha muita qualidade técnica, mas provou o contrário, mostrando que tem na perna esquerda uma arma tanto para desarmar quanto para armar jogadas ofensivas.
Após mais de um ano parado, devido a uma grave contusão nos ligamentos, foi emprestado ao Fulham, em Fevereiro de 2009.
Ao final do empréstimo, retornou a Internazionale e optou por rescindir seu contrato com o clube italiano. Em Setembro de 2009, foi anunciada sua contratação por parte do Standard de Liège, da Bélgica.

## Seleção
Ele representou a Seleção Francesa de Futebol nas Olimpíadas de 1996.

## Títulos
Strasbourg
- UEFA Intertoto Cup: 1995
- Coupe de la Ligue: 1996–97

Internazionale
- Serie A: 2006–07, 2007–08
- Supercoppa Italiana: 2006, 2008

França
- Copa das Confederações: 2001 e 2003